# Гусина Ляга
Гуси́на Ля́га (рос. Гусиная Ляга) — село у складі Бурлинського району Алтайського краю, Росія. Входить до складу Партизанської сільської ради.

## Населення
Населення — 309 осіб (2010; 459 у 2002).
Національний склад (станом на 2002 рік):
- росіяни — 35 %
- казахи — 28 %
- українці — 27 %